# Càrcer
Càrcer, en valencien et officiellement, (Cárcer en castillan), est une commune de la province de Valence dans la Communauté valencienne, en Espagne. Elle est située dans la comarque de la Ribera Alta et dans la zone à prédominance linguistique valencienne. Sa population s'élevait à 2 029 habitants en 2013.

## Géographie

Localisation de Càrcer
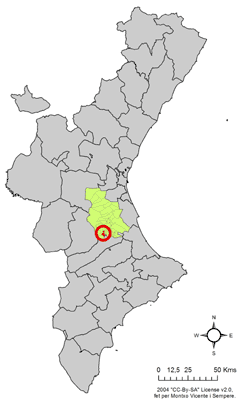
dans la Communauté valencienne.
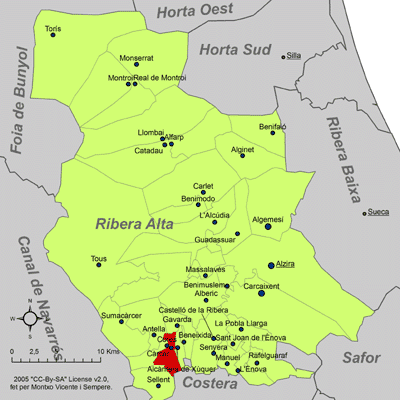
dans la comarque de la Ribera Alta.

### Localités limitrophes
Le territoire municipal de Càrcer est voisin de celui des communes suivantes :
Alcàntera de Xúquer, Antella, Cotes, Gavarda, Xàtiva et Sellent, toutes situées dans la province de Valence.

## Démographie
| 1990  | 1992  | 1994  | 1996  | 1998  | 2000  | 2002  | 2004  | 2005  |
| ----- | ----- | ----- | ----- | ----- | ----- | ----- | ----- | ----- |
| 2.058 | 2.005 | 2.010 | 2.022 | 2.034 | 2.070 | 2.018 | 2.026 | 2.040 |

## Administration
Liste des maires, depuis les premières élections démocratiques.
| Législature | Nom du Maire                                   | Parti politique |
| ----------- | ---------------------------------------------- | --------------- |
| 1979-1983   | Miguel Daries Gomis                            | PSPV-PSOE       |
| 1983-1987   | Laureano Suñer Carbonell                       | PSPV-PSOE       |
| 1987-1991   | Ricardo Lloret Ibáñez                          | PSPV-PSOE       |
| 1991-1995   | José Carbonell Fons                            | PSPV-PSOE       |
| 1995-1999   | Jose Antonio Juanes/Aurelio Hernández (motion) | PSPV-PSOE/PP    |
| 1999-2003   | Aurelio Hernández Monar                        | PP              |
| 2003-2007   | Demetrio Enriq. Benavent Lodroño               | PP              |
| 2007-2011   | Demetrio Enriq. Benavent Lodroño               | PP              |

### Sources
- (es) Cet article est partiellement ou en totalité issu de l’article de Wikipédia en espagnol intitulé « Cárcer » (voir la liste des auteurs).
- (es) Varaciones de los municipios de España desde 1842, Ministerio de administraciones públicas, octobre 2008, 364 p. (lire en ligne) [PDF]